# Subeucalanus flemingeri
Subeucalanus flemingeri is een eenoogkreeftjessoort uit de familie van de Subeucalanidae. De wetenschappelijke naam van de soort is voor het eerst geldig gepubliceerd in 2001 door Prusova, Al Yamani & Al Mutairi.